# Westspitzbergenstrom

Der Westspitzbergenstrom transportiert relativ warmes und salines Wasser in den Arktischen Ozean

Der Westspitzbergenstrom ist eine Meeresströmung im Europäischen Nordmeer und der Grönlandsee. Der Strom bildet sich an der Grenze vom Europäischen Nordmeer zur Barentssee, wo der Norwegische Strom sich in einen östlich und einen nördlich fließenden Strom – den Westspitzbergenstrom – aufteilt. Teilweise wird er deshalb als nördlichster Ausläufer des Golfstroms bezeichnet. Der Westspitzbergenstrom ist die Hauptquelle für Salz und Wärme in der Grönlandsee und dem Arktischen Ozean.
Er fließt an Spitzbergen (ehemals: Westspitzbergen) vorbei nach Norden in die Framstraße. In der Framstraße teilt sich der Westspitzbergenstrom aufgrund der komplexen Topographie in drei Teile. Zwei davon fließen in die Arktis, der Hauptstrom fließt nördlich von Spitzbergen entlang des Kontinentalabhangs nach Norden, ein schwächerer Zweig umfließt das Jermak-Plateau und fließt nach Osten. Ein Teil des Westspitzbergenstroms zirkuliert in der Framstraße, vereinigt sich mit dem Ostgrönlandstrom und fließt mit diesem entlang der Küste Grönlands wieder nach Süden.
Der Strom hat Temperaturen von 6 bis 8 Grad Celsius, seine Salinität liegt bei 35,1 bis 35,5. Die transportierte Wassermenge ist volatil und liegt im Schnitt bei 5 bis 8 Sverdrup. Die Hauptmasse des Atlantikwassers befindet sich dabei in 100 bis 200 Meter Tiefe.
Der Westspitzbergenstrom sorgt so für das relativ milde Klima Spitzbergens und bringt warmes Atlantikwasser in die Arktis.